# Boarmia hibernaria
Boarmia hibernaria är en fjärilsart som beskrevs av Swinhoe 1885. Boarmia hibernaria ingår i släktet Boarmia och familjen mätare. Inga underarter finns listade i Catalogue of Life.